# Мейплвью (город, Миннесота)
Мейплвью (англ. Mapleview) — город в округе Моуэр, штат Миннесота, США. На площади 0,5 км² (0,5 км² — суша, водоёмов нет), согласно переписи 2002 года, проживают 189 человек. Плотность населения составляет 390,3 чел./км².
- Телефонный код города — 507
- FIPS-код города — 27-40346[1]
- GNIS-идентификатор — 0647501[2]